# Construyendo a Verónica
Construyendo a Verónica es una obra teatral de los autores Jerónimo Cornelles, Juli Disla, Alejandro Jornet, Patricia Pardo, Jaume Policarpo y Javier ramos, basada en una idea original de Jerónimo Cornelles y estrenada por Bramant Teatre en Valencia (2006) en el Festival VEO (Valencia, 2006).

## Idea Original
Este el texto prescriptivo que da pie a la obra:
"Desde hace siete meses se encuentra en el depósito de cadáveres de la ciudad el cuerpo de una mujer de raza blanca de alrededor de cuarenta años que no se ha reclamado.
Se trata de una mujer alta, de cincuenta y tres kilos de peso, atractiva, de ojos color azul intenso y con una cicatriz en el abdomen que indica que, hace unos veinte años se le practicó una cesárea.
El cuerpo de esta mujer apareció en la playa una mañana de febrero, desnudo pero sin signos de violencia.
Tras el descarto de una muerte violenta todo indica muerte natural súbita, aunque algunos expertos señalan la posibilidad de suicidio.
Sólo añadir que, en su mano apareció una nota que decía: "Verónica, por favor, regálame diez años más de felicidad".

## Argumento
Tres recorridos opcionales hacen coincidir al espectador con seis monólogos distintos que arrojan pistas sobre lo ocurrido a la desaparecida Verónica.

## Premios
- Premios Max 2007: Nominación al mejor espectáculo nacional de teatro.
- PREMIOS DE LA FERIA INTERNACIONAL DE TEATRO Y DANZA DE HUESCA: Premio al mejor espectáculo de teatro de sala 2006, Mejor espectáculo en gira 2007.
- PREMIOS DE LAS ARTES ESCÉNICAS DE LA GENERALITAT VALENCIANA 2007: Nominación al mejor texto, Nominación a la mejor composición musical, Nominación al mejor espectáculo de teatro.
- PREMIOS ABRIL 2007: Premio al mejor texto.

## Representaciones
- Festival de Teatro Internacional del ICP (San Juan, Puerto Rico). Tantai Teatro PR 2013-2014
- Festival VEO 2006 (Valencia)
- XVI Mostra d’Alcoi 2006
- Sagunt a Escena 2006
- Festival Internacional de teatro y danza de Huesca 2006
- Muestra de Autores Contemporáneos de Alicante 2006
- Festival de teatro El Ejido 2006
- Muestra de las Autonomías 2006 (Madrid)
- Festival Otras miradas, Otras Escenas 2007 (Pamplona)

## Ficha artística
- Producción: (Festival VEO, Valencia, 2006. Bramant Teatre / Festival VEO)
- Espacio escénico e iluminación: Sergi Vega
- Música original: David Alarcón & MEI
- Coreografías: Eva López
- Cantante: Janine N. Johnson
- Fotografía y diseño gráfico: Sergi Vega

* Recorrido Gris ‘La Playa’
- Directora: Gemma Miralles
- Artista plástico: José Manuel Benito
- Regidora: Paula Ibor
- Reparto: Toni Agustí, Maribel Bayona, Carmen López, Maria P. Bosch, Victoria Salvador y Begoña Tena

* Recorrido Azul ‘La nota’
- Directora: Ita Aagaard
- Artista plástico: María José Parra
- Regidora: Elisa Herráez
- Reparto: Rafa Alarcón, Teresa Crespo, Pepe Galotto, Isaac Gimeno, Ava Meade y Lola Moltó

* Recorrido Rojo ‘La cicatriz’
- Directora: Inma Sancho
- Artista plástico: Rosa Blasco
- Regidora: Merche Medina
- Reparto:  Jessica Belda, Tanya Beyeler, Rosanna Espinós, Héctor Fuster, María Minaya y Miguel Seguí

- Datos: Q16491411